# 美國國會聯席會議
美國國會聯席會議（英語：Joint session of the United States Congress）是指美国国会兩院（參議院和眾議院）在特殊場合共同舉辦的聯合會議，常見的場合有国情咨文和美國總統選舉結果確認會議。在舉行聯席會議的情況當中，美國總統選舉結果確認會議依照憲法由兼任參議院議長的美國副總統主持，其餘如美國總統發表的國情咨文以及獲邀發表演說的來賓包括外國國家元首等，按照傳統通常是由眾議院議長負責主持並發出邀請函。

## 备注
1. ↑  安格斯·金和伯尼·桑德斯加入參議院民主黨黨團。

## 外部連結
- House Clerk Video of Joint Meetings and Joint Sessions dating to January 6, 2009
- . Congressional History. Office of the Clerk, House of Representatives, US Capitol.   [2007-01-23]. （原始内容存档于2011-09-11）.